# 修辞学
修辭學（英文：rhetoric）是增強言辭或文句效果的语言艺术，和语法、逻辑并称三艺，是語言學的範疇。自語言出現，人類就有修辭的需要。修辭的學習和運用可以：
- 修飾作者的文章、語言，清楚傳達文意，以吸引讀者的注意力、加深讀者的印象和抒情效果。
- 更清楚了解作者的意思，不會受修辭手法的影響而有所誤解。
- 便於分析、欣賞文學作品，以進一步理解其作品意涵。

## 语源
汉语中的最早的修辞一词出现在《易经》：“修辞立其诚”。是修饰文辞的意思。
修辭的“辭”可以分為文辭（寫文章所用的）和言辭（或稱語辭，口頭說話所用的）。最初的修辭和語言一樣，重心都在說話方面；就連“辭”這個字最初也是指言語，而非文字的組合——《說文解字》：“訟辭也。”後來重心才向文辭發展。

## 歷史

### 中國
- 先秦時代就已经有了关于修辞的零星言论。例如莊子很重视寓言的效果；惠施十分重视譬喻手法。
- 漢代时期的学者曾激烈讨论《诗经》的基本修辞手法：賦（直述）、比（譬喻）、興（起兴）。
- 魏晉南北朝之后，不少文學批評作品如各式各樣的詩話、詞話都有談論修辭，但专门談修辭學的作品还很少。例如刘勰的《文心雕龙》是首部“修辭”二字的意思和現代理解相同的作品，書內亦談了不少修辭手法。
- 宋代陳騤的《文則》則可視為第一部修辭學的專著。
- 民國八年（1919年）於北京發生五四运动以后，修辞学便摆脱了文学批评的范围而成为一门独立的学科。当时的修辞研究主要有两种倾向：

1. 模仿西方的修辞著作。
2. 辑录中國古人的说法。

- 民國二十一年（1932年）在中文裡重要的修辞学著作之一——陈望道寫的《修辞学发凡》出版。
- 1956年陈望道创办上海语文学会，是新中国较早的以修辞学为主要研究内容的学术团体。
- 現今在中學教育中即開始教授行文時必須使用到的各種修辭法。

### 古希腊

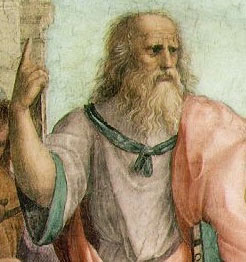
柏拉圖講述正確的修辭與錯誤的修辭其間的不同。

古希腊的修辭學是由柏拉圖的學生亚里士多德發展起來的。這裡的修辞学更适合称为修辞术或雄辯術，更是指演說的技術。在亚里士多德著作《修辭的藝術》的第一句，他描述修辭為辯證法的相對物，即是說辯證方法是找尋真理的要素，修辭方法便用作交流真理。
柏拉圖的弟子--亞里斯多德成為繼承兩派學說並集大成修辭學的宗師。亞里斯多德提出三種策略:
1. 道德訴說:來源的可信度
2. 理性訴求
3. 感性訴求:用情感說服。

## 外部連結
- 香港商業廣告常用修辭格研究-修辭在商業社會的價值
- 老子譬喻的影響力：干將、莫耶 （页面存档备份，存于）
- 老子譬喻的影響力：乳犬噬虎，伏雞搏狸 （页面存档备份，存于）
- 老子譬喻的影響力：驥尾 （页面存档备份，存于）